# Cheaper by the Dozen
Cheaper by the Dozen (titulada: Doce en casa en España y Más barato por docena en Hispanoamérica) es una película estadounidense de 2003 dirigida por Shawn Levy y protagonizada por Steve Martin, Bonnie Hunt, Hilary Duff, Tom Welling y Piper Perabo. Es una nueva versión de la película homónima de 1950 y ambas se inspiraron en el libro semiautobiográfico Cheaper by the Dozen de Frank Bunker Gilbreth Jr. y su hermana Ernestine Gilbreth Carey.
La película fue estrenada el 25 de diciembre de 2003 por 20th Century Foxy recaudó $ 190 millones en todo el mundo con un presupuesto de $ 40 millones. El consenso crítico de Rotten Tomatoes criticó la película por su falta de humor.
Una secuela, Cheaper by the Dozen 2, fue estrenada en 2005 y una segunda versión se estrenó en 2022 en la plataforma de Disney+.

## Sinopsis
Tom (Steve Martin) y Kate Baker (Bonnie Hunt) son padres de doce hijos. Cuando él recibe una oferta de trabajo irresistible, la familia se muda a Chicago. A regañadientes, los doce hijos aceptan, sin saber que cuando su madre reciba la oferta de publicar un libro y viajar a Nueva York durante 15 días van a tener que quedar al cuidado de Tom. Ahora este padre de familia tiene que compaginar la vida familiar con la laboral.

## Argumento
Tom y Kate han criado a sus doce hijos: Nora, Charlie, Lorraine, Henry, Sarah, Jake, Mark, Jessica, Kim, Mike, Kyle y Nigel, en Midland, Illinois. Kate narra a lo largo de la película y espera publicar el libro que ha escrito sobre la historia de la familia. Tom recibe una oferta de trabajo de Shake McGuire para ser entrenador de fútbol en su alma mater en Evanston. Tom acepta la oferta, pero los niños se oponen a su decisión de mudarse y no quieren dejar a sus amigos. El ambiente en la nueva casa de los Baker se vuelve tenso y Charlie y Mark son acosados en sus respectivas escuelas.
De otro lado, Kate se embarca en una gira para promocionar su libro recién publicado. Tom hace que Nora y su novio ególatra, Hank, ayuden a cuidar a los otros niños mientras Kate está fuera de casa, pero a los niños más pequeños no les gusta a Hank porque odia a los niños. Cuando Hank llega a la casa de los Baker, los niños lo hacen tropezar en una piscina para niños llena de agua sucia y luego empapan su ropa interior en carne cruda mientras se ducha. En el almuerzo, los niños sueltan a Gunner, el perro de la familia Baker sobre él. Nora y Hank se marchan furiosos por lo sucedido, y Tom, enojado, corta las asignaciones de los niños por sus acciones.
Después de una noche caótica, Tom se da cuenta de que no puede manejar a los niños por sí solo y ninguna niñera está dispuesta a trabajar con una familia tan numerosa, por lo que Tom lleva a los jugadores de fútbol a practicar en la sala de estar para el partido del sábado por la noche mientras los niños hacen sus tareas. Luego, los niños más pequeños (encabezados por Sarah) irrumpen en la fiesta de cumpleaños de su vecino, Dylan Shenk, a la que Tom les había prohibido asistir por pelearse en la escuela y no hacer sus tareas. Charlie, frustrado y nostálgico, es retirado del equipo de fútbol de su escuela y acusa a Tom de mudarse por razones egoístas. A la mañana siguiente, Tom descubre que Hank se coló en la casa y se quedó a dormir con Nora, violando las reglas. Hank molesta a Nora al decirle que no quiere tener hijos y espera que ella sienta lo mismo.
Días más tarde, Kate recibe una llamada de los niños sobre el caos y cancela la gira de su libro. En cambio, su editor invita a Oprah Winfrey a filmar a los Baker en su casa. A pesar del entrenamiento de Kate, los Baker no pueden recrear la familia amorosa y fuertemente unida que ella describe en su libro. Antes de que comience la filmación, Mark está deprimido cuando Beans, su rana mascota, acaba de fallecer, pero Sarah dice con frialdad que a nadie le importa, lo que provoca una pelea y los productores le dicen a Oprah que cancele la filmación.
Esa noche, Kate descubre que Mark se ha escapado de casa y Tom cree que Mark está tratando de regresar a la antigua casa de los Baker encontrandolo en la estación del tren con destino a Midland. Los Baker se reúnen al día siguiente y comienzan a abordar sus problemas. Tom se retira de su trabajo para pasar más tiempo con su familia y al final de la película, los Baker celebran la Navidad juntos cuando el candelabro de su sala de estar se rompe del techo y se estrella contra el suelo.

## Elenco
- Steve Martin - Tom Baker.

El padre. Gracioso, optimista, conoció a su mujer en la universidad. Su sueño siempre había sido entrenar un equipo de fútbol.
- Bonnie Hunt - Kate Baker.

La madre. Cariñosa, cercana y muy preocupada por el bienestar de sus hijos. Sabe cuáles son los puntos débiles de sus pequeños. Siempre quiso tener muchos hijos, ya que después de perder a su hermana se volvió hija única.
- Piper Perabo - Nora Baker.

La hija mayor, tiene 22 años y es una chica rubia y guapa. Acaba de mudarse a vivir con su pareja Hank (Ashton Kutcher), un actor que está dando sus primeros pasos y que no aguanta a la familia de Nora. 
- Tom Welling - Charlie Baker.

Tiene 18 años, es el segundo hijo y el primer varón. Es un chico guapo, atractivo y deportista. Acaba de comenzar la universidad. No quería irse a la ciudad por miedo a perder a su novia Beth. Se le agria el carácter al mudarse a Chicago. 
- Hilary Duff - Lorraine Baker.

La tercera hija, tiene 15 años. Es una chica muy preocupada por su imagen y odia tener que heredar la ropa de su hermana Nora. Va al instituto.  
- Kevin Schmidt - Henry Baker.

El cuarto hijo. Tiene 12 años, es robusto y le encanta tocar el clarinete y otros instrumentos. Idolatra a su hermano mayor Charlie. 
- Jacob Smith - Jake Baker.

El quinto hijo. Tiene 11 años. Siempre les pide a sus padres patines nuevos, y generalmente siempre esta con su patineta.
- Alyson Stoner - Sarah Baker.

La sexta hija. Tiene 10 años. A pesar de su corta edad, es el cerebrito de la mayoría de las trastadas de los más pequeños de la familia. 
- Liliana Mumy - Jessica Baker y Morgan York - Kim Baker

La séptima y la octava hijas, tienen 9 años. Son las mellizas de la familia, por lo que siempre van juntas y comparten habitación. Son muy inteligentes.  
- Forrest Landis - Mark Baker.

El noveno hijo, tiene 8 años. Es el más débil y el que más acusa la marcha de la madre. Sus hermanos para hacerle enfadar le dicen que es adoptado y le llaman paquete, lo que acentúa su inseguridad. Lleva gafas, es pelirrojo, le gusta explorar la naturaleza y lo que más quiere es a su rana.
- Blake Woodruff - Mike Baker.

El décimo hijo, tiene 7 años, se parece bastante a su hermano Jake. Es uno de los más pequeños de la familia. No se dice mucho de él en la película.
- Brent Kinsman - Nigel Baker. y Shane Kinsman - Kyle Baker.

El undécimo y duodécimo hijos. Son los mellizos más pequeños y tienen 5 años. Adoran a su padre, y les encanta acompañarlo a su trabajo.
- Ashton Kutcher - Hank

Es el novio de Nora, es muy presumido y no soporta a los hermanos de ella, ya que le hacen muchas travesuras y esto solo lo hace por Nora.

## Producción
El rodaje de la película tuvo lugar en diversos lugares de California desde el 30 de abril de 2003 hasta el 15 de junio de ese mismo año.

## Recepción

### Crítica
En Rotten Tomatoes, la película tiene una calificación del 24% según las reseñas de 119 críticos y una puntuación promedio de 4.58/10. El consenso del sitio dice: "En esta familia de doce hijos, se produce mucho caos, pero poca carcajada". En Metacritic, la película recibió una puntuación media ponderada de 46 sobre 100 basada en 30 reseñas, lo que indica "críticas mixtas o promedio". El público encuestado por CinemaScore le dio a la película una calificación A-.
A pesar de esto, la película recibió "Two Thumbs Up" de Roger Ebert y Richard Roeper en su programa de televisión. Ebert en su reseña para el Chicago Sun-Times le dio a la película 3 de 4 estrellas y la llamó "diversión alegre".
Robert Koehler de Variety criticó el tono desigual de la película, que varía entre "schmaltzy/gooey y slapstick/disgusting" y escribió que estaba "tan lejos de la foto original y su fuente de memorias autobiográficas como puede estar mientras conserva el mismo título", pero predijo una amplia audiencia para la película.

### Taquilla
La película ocupó el puesto número 2 durante el fin de semana, recaudando US$27 557 647 en su primer fin de semana (US$35 397 241, incluido el jueves de Navidad bruto de US$7 839 594) de 3.298 salas para un promedio de US$8.356 por sala (US$10 733 promedio por sala durante cuatro días), y se mantuvo en el primer puesto por El Señor de los Anillos: El Retorno del Rey. La película recaudó US$138 614 544 en América del Norte y US$51 597 569 adicionales a nivel internacional, para un total bruto de US$190 212 113 en todo el mundo, casi cinco veces su presupuesto de 40 millones de dólares.

### Premios
Ashton Kutcher fue nominado a un premio Golden Raspberry al peor actor por su actuación en Recién casados y My Boss's Daughter, pero perdió ante Ben Affleck con Daredevil, Gigli y Paycheck.

### Formato casero
La película fue lanzada en VHS y DVD el 6 de abril de 2004.